# Balázs Péter (festő)
Balázs Péter (Magyarfenes, 1919. május 28. – Kolozsvár, 2003. február 17.) romániai magyar festő, Balázs Kőrösi Ibolya férje

## Élete, munkássága
1919. május 28-án született Romániában, Kolozs megyében, Magyarfenesen. Édesapja Balázs István ácsmunkás, édesanyja Kis Ilona háziasszony. Az általános iskolát szülőfalujában végezte. 1933-ban Meskó Károly magyarfenesi tanító ösztönzésére, Kós Károly támogatásával, édesapja behozta Kolozsvárra, ahol beiratkozott a Szolnay-Szervátiusz-féle festőiskolába. Az 1930-as években alkalmanként a Dőry családnál kosztolt, így került kapcsolatba fiatal baloldaliak egy csoportjával és Brósz Irma festőművésszel, aki később javasolta munkáinak szerepeltetését a Barabás Miklós Céh fiataljainak első kiállításán.
1935-ben és 1938-ban Nagybányán tanult, ahol Krizsán János és Ziffer Sándor korrektúráira járt. 1936-ban a Felsőbánya  melletti járabányai görögkatolikus templom freskóinak elkészítésében segédkezett Kádár Géza festőművésznek, majd három évvel később 1939-ben Hunyad megyében a körösbányai ortodox templom freskóin dolgozott a Profeta-testvérekkel. Majd még ez év december 3-án jelentkezett első alkalommal a közönség előtt munkáival a Barabás Miklós Céh fiataljainak kolozsvári kiállításán. 1940 tavaszától szeptemberig a temesvári ortodox katedrális freskóin dolgozott Tassy Demian irányításával. 1940. december 2-án behívták katonának Marosvásárhelyre a 23. határvadász zászlóaljhoz. 1942 őszén áthelyezték Kolozsvárra a hadtestparancsnokság térképészeti osztályára. 1944 szeptember-októberében Kolozsváron Péter Lajos cipésznél rejtőzködött.
1945 tavaszától 1946 tavaszáig a kolozsvári Világosság szerkesztőségében dolgozott, ahova Balogh Edgár kezdetben mint rajzolót és technikai szerkesztőt alkalmazta, később azonban különböző írott anyagok elkészítésével is megbízta. Ezután, 1946 tavaszán Gáll Ernő áthelyeztette az Igazság szerkesztőségébe, ahol 1948-ig a lap falvakkal foglalkozó riportereként dolgozott. 1948-ban Kovács Zoltán és Aurel Ciupe meghívta az akkor alakuló Magyar Művészeti Intézethez tanítani, 1950-től kezdődően másfél évig az Aurel Ciupe által vezetett Képzőművészeti Szövetség titkára volt. 1951-ben diplomát szerzett a kolozsvári képzőművészeti főiskolán. A következő év áprilisában letartóztatták, majd ítélet nélkül különböző börtönökben két és fél évig fogva tartották. 1954 októberében szabadult és tért vissza Kolozsvárra, ahol Ion Irimescu segítségével sikerült visszakerülnie a Képzőművészek Országos Szövetségébe. Ez kiállításokon való jelentkezési lehetőséget biztosított számára.
Az ebben az időben, a Fülöp Antal Andor festőművésszel kialakult barátsága mind emberileg, mind művészileg meghatározó tényező lett az életében. 1956-ban Fülöp Antal Andor révén megismerte Szabó T. Attila nyelvészt, aki megbízta a csángó nyelvjárási atlasz térképeinek megrajzolásával. 1959-ben fél normával felvették illusztrátornak az Utunk című irodalmi hetilap szerkesztőségébe, amelynél 1974-ig dolgozott. 1962. március 31-én feleségül vette a nála 8 évvel fiatalabb  Kőrösi Ibolya képzőművészt. 1962. december 29-én megszületett fia, László, aki örökölte szülei tehetségét és az 1990-es években már több kiállításon bemutatkozott.
1969-ben rendezte meg első egyéni tárlatát szülőfalujában. 1974-ben vonult betegnyugdíjba, s később kizárólag festéssel foglalkozott. 1975-ben, majd 1994-ben a kolozsvári Korunk Galériában rendezett egyéni kiállítást. 1993-ban a Kolozsvár-Külső Református Esperesi Hivatal főtéri Gy. Szabó Béla Galériájában gyűjteményes kiállításon mutatta be munkáit. 1996-ban a nagykárolyi a Kultúrpalotában, majd 1999-ben ismét szülőfalujában rendezett kiállítást. Életéről 2002-ben Tibori Szabó Zoltán írt monográfiát. Balázs Péter termékeny munkásság után 2003-ban hunyt el Kolozsváron.

## Festményei
Festményei szülőföldjében, az erdélyi tájban gyökereztek, néprajzi indíttatású tájképek, városképek, csendéletek és kompozíciók, író portrék, köztük Balogh Edgár, Illyés Gyula, Sütő András, Tamási Áron, képzőművész portrék, köztük Kós Károly, Szervátiusz Jenő). Életműve „Tündérország” tükörképe poszt posztnagybányai stílusban.

## Emlékezete
2003 nyarán a család megrendezte a kolozsvári Bánffy Palotában a művész gyűjteményes kiállítását, majd 2006-tól a Főtér 22 sz. alatt, a volt műterem-lakásban (a Kolozsvár Társaság székhelyén) megtekinthető egy állandó kiállítás a művész festményeiből.

## Fényképgaléria

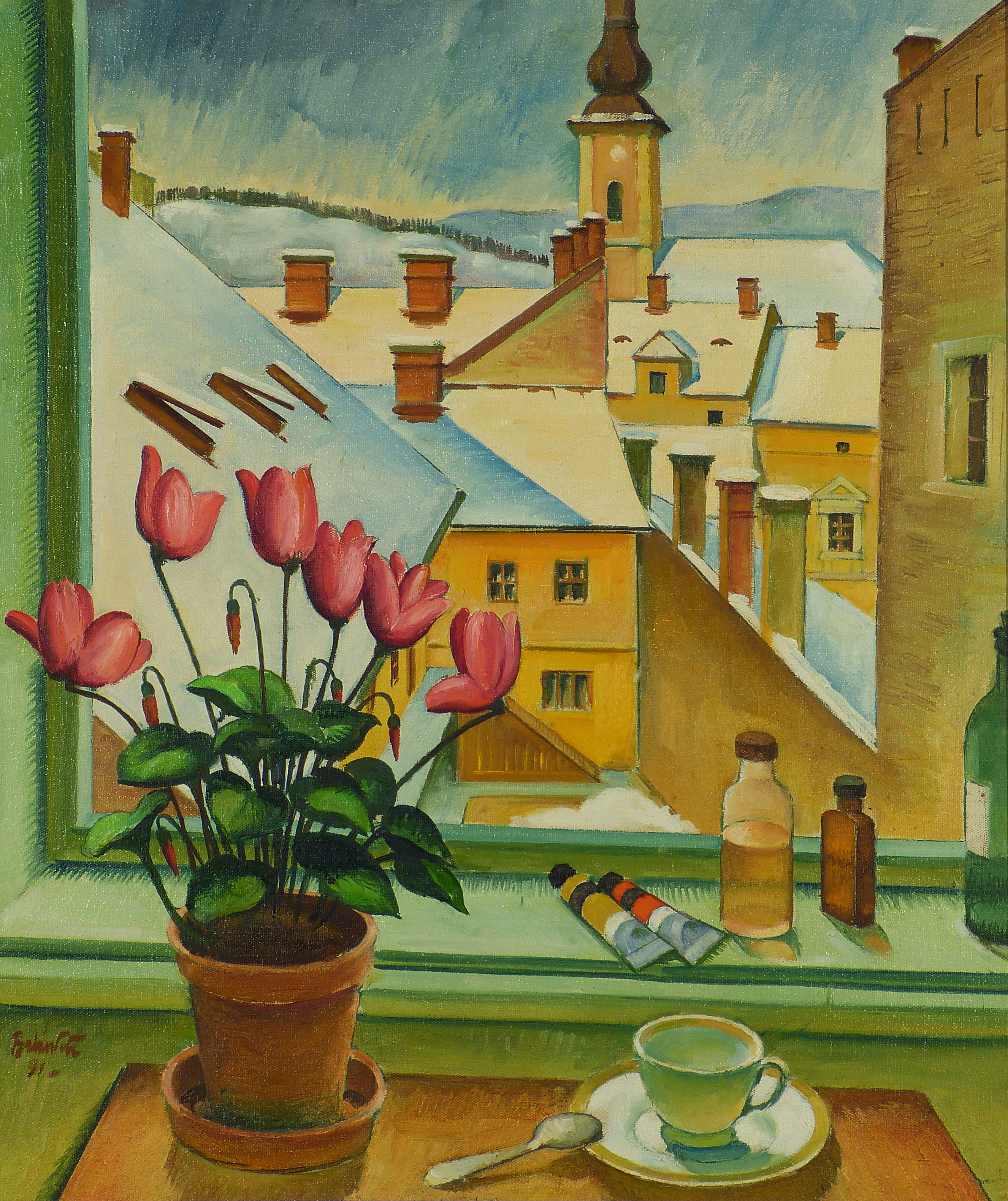
A MI OTTHONUNK -1991
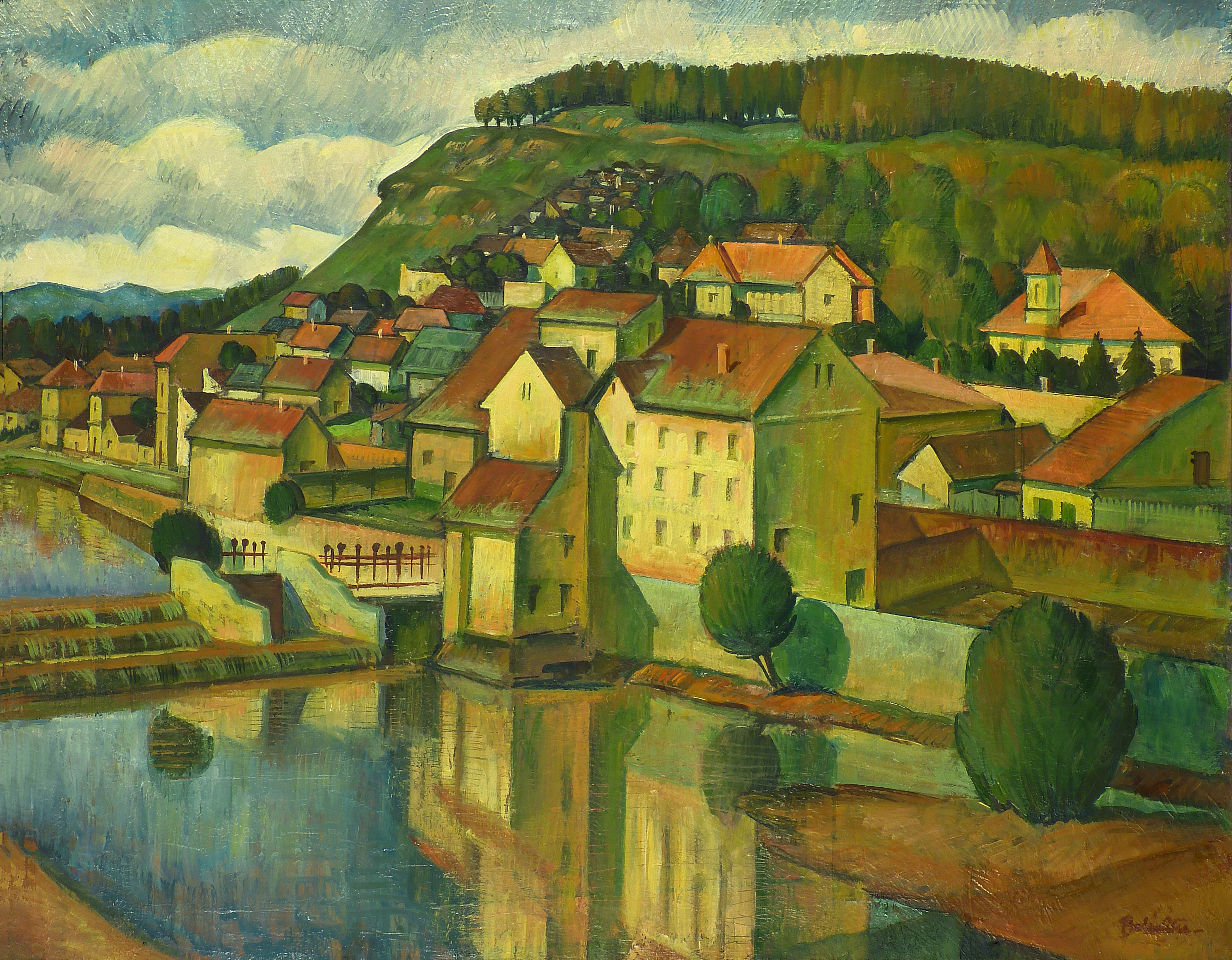
A RÉGI MALOM  -1965
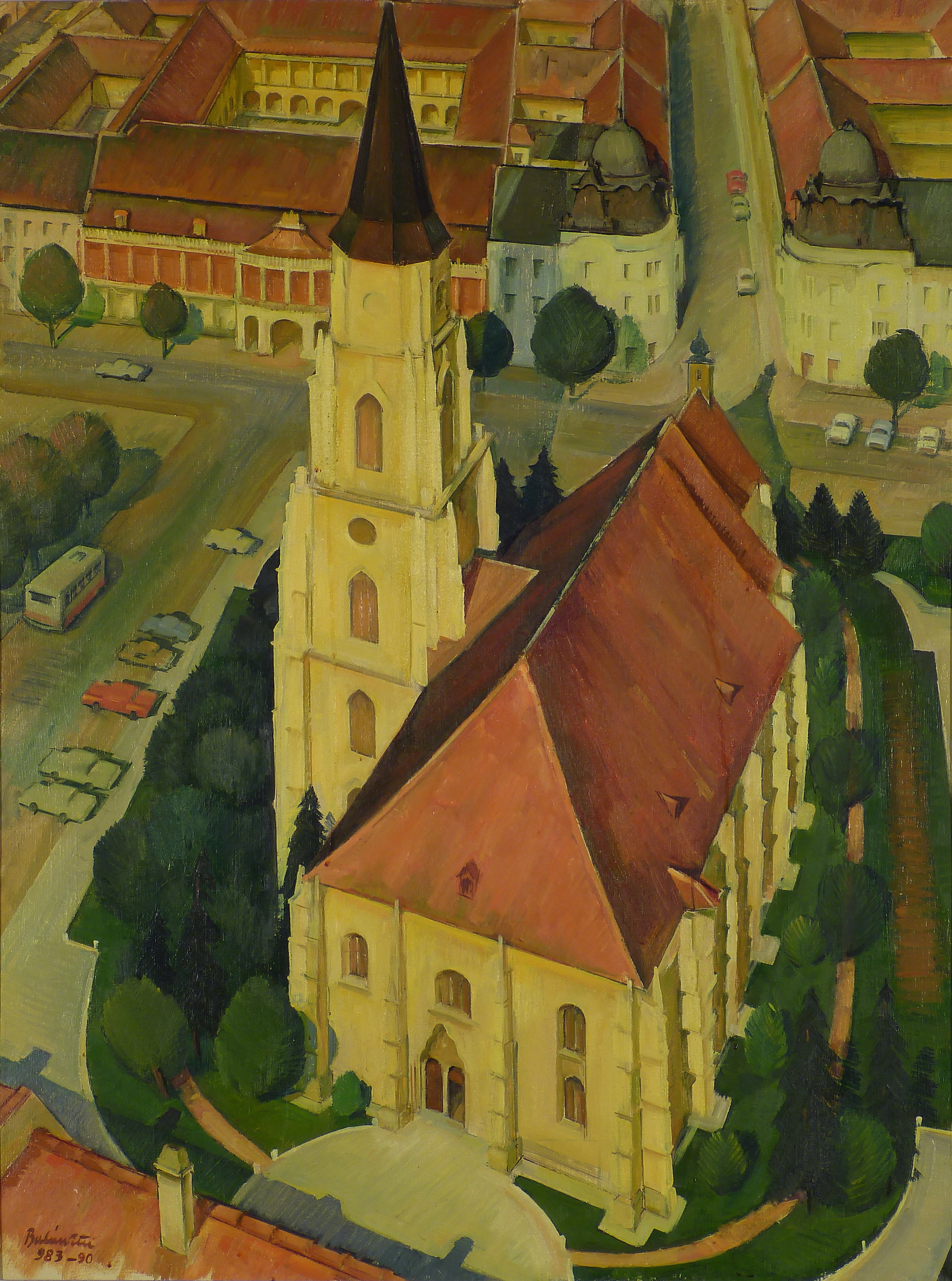
A SZENT MIHÁLY TEMPLOM -1983
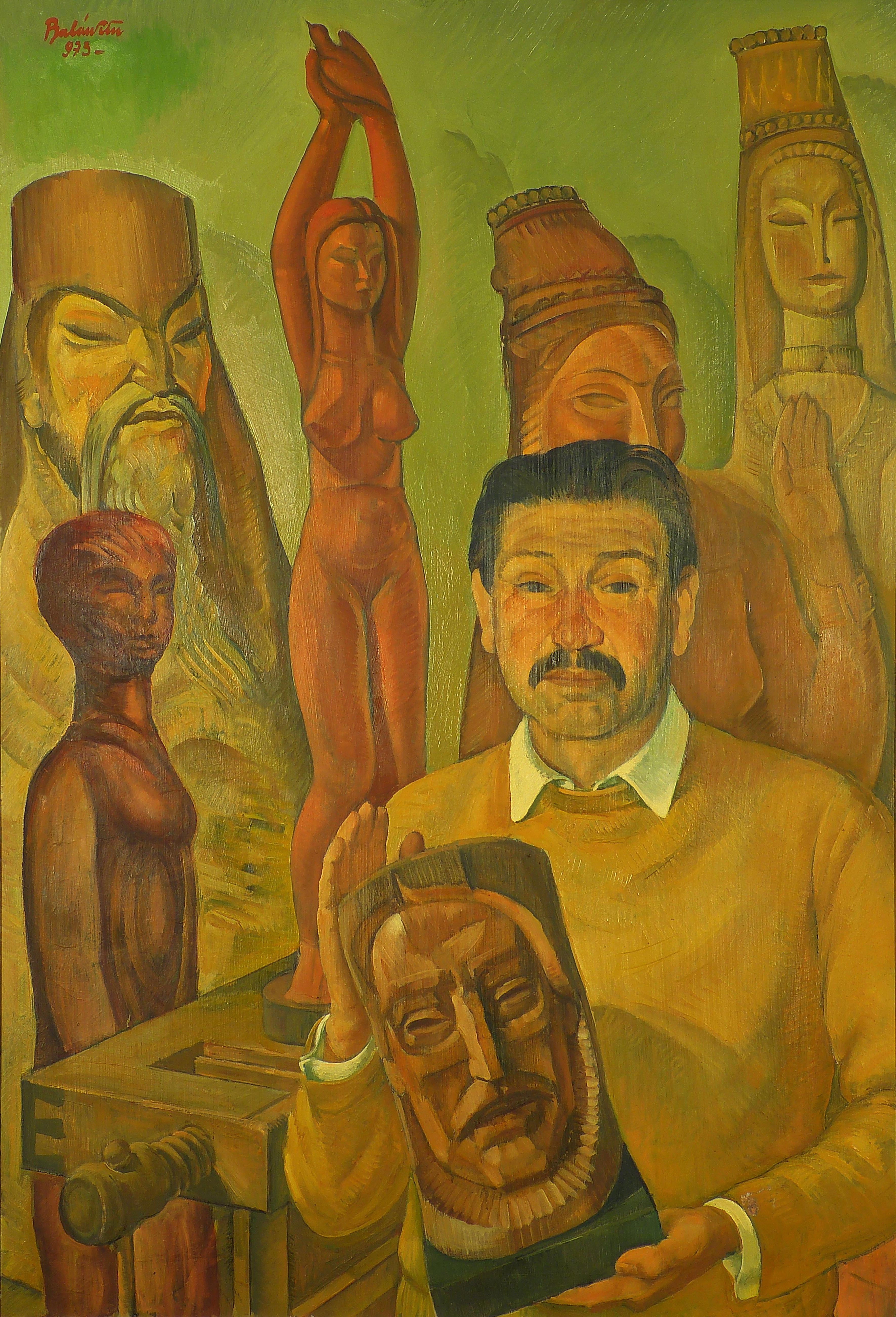
FARAGOTT BALLADÁK (Szervátiusz Jenő) 1973
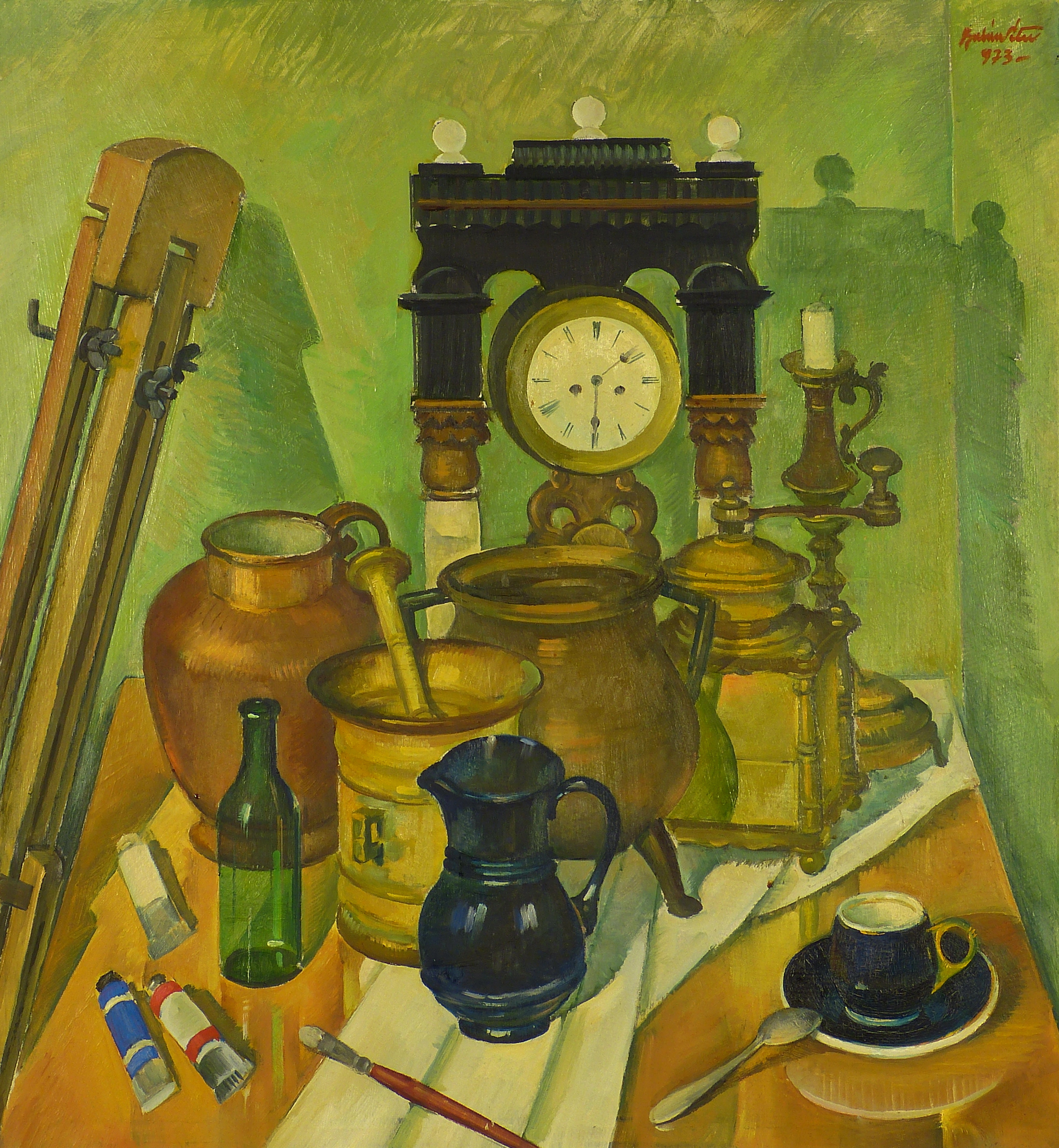
RÉGISÉGEK -1973